# علم نفس الأطفال
علم نفس الأطفال  هو مجال متعدد التخصصات لكل من  البحث العلمي والممارسة السريرية التي تحاول معالجة الجوانب النفسية للمرض ، والإصابة به ، وتعزيز  السلوكيات الصحية في الأطفال ، والمراهقين والأسر في مراكز صحة الأطفال. يتم معالجة القضايا النفسية في إطار تنموي ،والتأكيد على العلاقات الديناميكية القائمة بين الأطفال وأسرهم ، ونظام تقديم الخدمات الصحية ككل. هناك عدة مجالات مشتركة تتضمن التطور النفسي الاجتماعي ، والعوامل البيئية التي تساهم في تطوير وتفاقم الاضطراب، أطفال يعانون من بعض الحالات الطبية كنتيجة لهذه العوامل ، ومعالجة مجموعة من السلوكيات العاطفية للمرض والإصابة ، وتعزيز السلوكيات الصحية المناسبة ، والإعاقات المتطورة، وتثقيف علماء النفس والمتخصصون الصحيون الآخرون على الجوانب النفسية لحالات الأطفال ، والحث على عمل سياسة عامة تعزز صحة الأطفال.